# Турбо-фолк
Турбо-фолк је музички правац у новокомпонованој народној музици, настао у СФР Југославији крајем 1980-их година, под утицајем популарних извођача народне музике, као што су Лепа Брена и Драгана Мирковић. Врхунац популарности достигао је 1990-их у Србији. Имао је јак утицај на поп-фолк и техно-фолк музику која ће настати деценију касније у бившим југословенским републикама, али и на музичке правце других земаља, попут Бугарске (чалга), Грчке (лаики) и Румуније (манеле).
Термин турбо-фолк у употребу је увео музичар Антоније Пушић, познат под својим сценским именом Рамбо Амадеус. Како он сам дефинише: „Турбо-фолк није музика, турбо-фолк је какофонија свих укуса и мириса везаних у једну звучну промају која има задатак да задовољи најшире укусе, најниже страсти.“ Без обзира на то што је у почетку критиковао и иронизирао турбо-фолк, врло брзо се и сам приклонио тој музичкој машинерији, кроз сарадњу са Лепом Бреном (писао јој песму „Мој се драги Енглез прави“), Весном Змијанац и Драганом Мирковић.

## Развој турбо-фолка
Турбо-фолк је настао из фолка, уз велики утицај модерних стилова. Сам мелос је у почетку био мешавина српске етно музике и диско музике а касније се осећа утицај и арапске, турске, грчке и ромске народне музике. Упоредо са развојем турбо-фолка у Грчкој се развија Лаика која је толико слична турбо-фолк музици да се може рећи да је највећа разлика у језику.
Неки сматрају да је режим Слободана Милошевића форсирао турбо-фолк музику и да је највећи узрок великог скока популарности овакве музике у Србији током ’90-их. Међутим, остаје чињеница да је слична музика била веома популарна и пре овог режима и да јој је популарност непрестано расла — као и то да је турбо-фолк јако популаран и ван граница Србије.

## Турбо-фолк у Србији
Аутентична српска турбо-фолк музика настала је постепеним убацивањем електричног и електронског звука и популарних западних ритмова – од рок и диско музике, преко есид џеза и хип-хоп до репа и денса – у матрицу новокомпоноване народне музике. Турбо-фолк је данас можда најпознатији и вероватно најпроблематичнији аутентични српски бренд. Иако признат у релевантним радовима објављеним на западу као само један правац у оквиру све популарнијег „world music” звука, овај српски поп има тешко поправљив проблем са имиџом пошто је Цеци Ражнатовић, највећој звезди турбо-фолка, годинама био забрањен улаз у већину земаља Европске заједнице.
Бројни културни арбитри нису сасвим неосновано турбо-фолк представили као изум Милошевићевог режима пошто је био злоупотребљен наметањем у медијима што је штетно утицало на квалитет турбо-фолка који је често лош. Критичари са деснице тврде да је турбо-фолк угрозио српски национални идентитет у време када га је требало јачати док насупрот томе левичари криве турбо-фолк за ширење национализма у време када га је требало сузбијати. Милитантнији и бројнији су критичари који долазе са левице и заговорника урбане Србије.
Највећа музичка кућа у Србији, Гранд продукција, почела је са радом 1998. окупивши највеће турбо-фолк звезде Србије. Годинама су на мети критичара биле Грандове неукусно и непримерено одевене певачице, као и теме новокомпонованих песама у којима се, по речима социолога Сретена Петровића, „идилична слика древног сеоског и паланачког фолклора настоји осавременити.“ Пет-шест година касније, фолк и етно звук све више губе на значају, а песме добијају модерније тонове, и трпе утицај поп, хаус и техно звука. Опеване теме су и даље срећа и љубав, као главни лајтмотив масовне културе, али на савременији и мање руралан начин. Од 2004. Гранд једном годишње (или једном у две године) организује избор за Звезде Гранда, односно нова лица српске музичке сцене. Иако су неки од Звезда данас представници поп-фолка (Тања Савић, Славица Ћуктераш...) и попа (Душан Свилар), 2009. године је Дарко Лазић победио певајући искључиво турбо-фолк хитове Љубе Аличића и Шабана Шаулића.
И велики број звезда тзв. забавне музике данас користи турбо-фолк елементе.

### Представници турбо-фолка
Незначајније представнице, и тзв. симболи турбо-фолка биле су српске певачице Светлана Ражнатовић, Лепа Брена и Драгана Мирковић, чијим се музичким правцем данас сматра поп-фолк. Певачи који су остали доследни новокомпонованом звуку, те се њихова популарност знатно смањила, су Шемса Суљаковић, Боро Дрљача, Миле Китић, Милош Бојанић, Митар Мирић, Кемал Маловчић, Вера Матовић, Злата Петровић, Ера Ојданић...
Иако су многе естрадне звезде стекле популарност деведесетих баш захваљујући турбо-фолку, данас се окрећу поп-фолку и електронској музици. Неки од њих су Дара Бубамара, Вики Миљковић, Аца Лукас, Индира Радић, Сека Алексић, Јелена Карлеуша...

## Критике
Противници турбо-фолка истичу лош квалитет песама, еротику и криминал у песмама и неукусно одевене певачице. 
Социолог Сретен Петровић рекао је да „новокомпонована музика врви од баналности и лажне сентименталности.“ Додао је још да су најчешће опеване теме гастарбајтерство, женидба и удадба и као репрезентативне стихове, навео: 
| „ | Сузама сам лепио тапете, кад ти оде и одведе дете... 06. 2013. | ” |

| „ | Отиш'о си, сарму проб'о ниси... Ако желиш зета да ти нађем, морам чешће сама да изађем... Кратка сукња, тесно ми јелече, што не дође кад ми синоћ рече.. | ” |

У нападима на турбо-фолк и Гранд продукцију најдаље је отишао Ненад Митић, творац анимираног филма Џет-сет, у ком ванземаљце омета турбо-фолк и долазе на Земљу да уклоне све певаче турбо-фолк музике. Критиком турбо-фолка бавио се и документарни серијал Сав тај фолк који је емитован на телевизији Б92.

## Одабрани популарни извођачи
- Драган Којић Кеба
- Миле Китић
- Дарко Лазић
- Боро Дрљача
- Злата Петровић
- Осман Хаџић
- Кемал Маловчић
- Станко Недељковић Бађи
- Сања Малетић
- Милица Павловић
- Баја Мали Книнџа
- Синан Сакић
- Бора Дрљача
- Шемса Суљаковић
- Иван Гавриловић
- Нада Топчагић
- Ђани